# Robeilys Peinado
Robeilys Mariley Peinado Méndez (née le 20 novembre 1997 à Caracas) est une athlète vénézuélienne, spécialiste du saut à la perche.
Elle remporte la médaille de bronze aux Championnats du monde à Londres en 2017.

## Carrière

### Débuts (2010-2014)
Gymnaste depuis sa petite enfance, elle ne se consacre à l'athlétisme qu'à compter du 8 décembre 2010, au sein de l'Estadio Brígido Iriarte à Caracas. Elle bat le record du Venezuela toutes catégories en 4,35 m à Barquisimeto.
En juillet 2013, elle devient la première médaillée en or de l'histoire de son pays lors des championnats du monde jeunesse à Donetsk puis en août, lors des Championnats panaméricains juniors elle porte son record à 4,40 m, record des championnats.
En 2014, son meilleur saut est de 4,31 m. Elle ne franchit aucune barre lors des qualifications Championnats du monde juniors à Eugene mais remporte le mois suivant la médaille d'argent des Jeux olympiques de la jeunesse en Chine avec 4,10 m.
Le 20 mai 2015 à Barquisimeto, Robeilys Peinado établit un nouveau record du monde junior avec une barre à 4,60 m mais est battu le lendemain par la Russe Alena Lutkovskaya.
Le 23 juillet 2015, elle termine 6e de la finale des Jeux panaméricains de Toronto en franchissant 4,40 m au second essai. Elle ne passe pas le cap des qualifications lors des Championnats du monde de Pékin (4,30 m).
En mai 2016, lors du meeting « Athènes Street Pole Vault », Peinado franchit 4,50 m à son 3e essai puis casse sa perche en 4 morceaux lors de son 3e essai 4,60 m,. Le 20 mai suivant, elle se classe 3e du Golden Spike Ostrava avec 4,50 m. Elle s'impose au Meeting de Montreuil le 7 juin avec un saut à 4,55 m, nouveau record du meeting.

### Médaille de bronze aux Championnats du monde de Londres (2017)

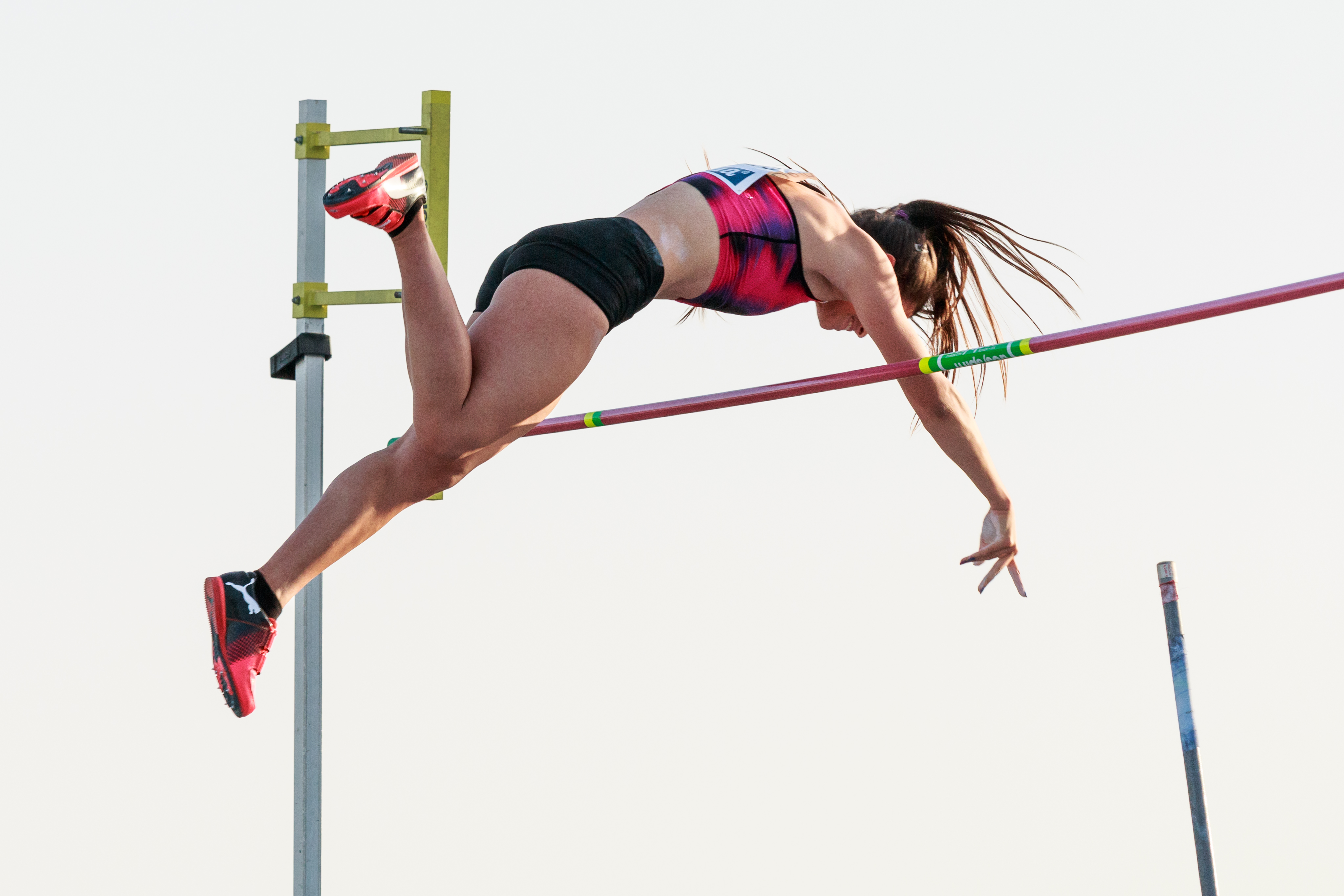
Robeilys Peinado (meeting d'athlétisme de Madrid 2017)

Le 18 juin 2017, lors du Bauhaus-Galan de Stockholm, elle améliore son record national avec 4,65 m.
Le 5 août, Robeilys Peinado participe aux qualifications des championnats du monde de Londres et accède à la finale grâce à un saut à 4,55 m. Le lendemain, la Vénézuélienne égale son record national de 4,65 m et remporte, à 19 ans, la médaille de bronze ex aequo avec la championne du monde en titre Yarisley Silva. Elle devient à cette occasion la première athlète (hommes et femmes confondus) à décrocher une médaille pour le Venezuela en championnats du monde.
En 2018, elle ouvre sa saison par une performance de 4,64 m, à un centimètre de son record. Début juin, aux Jeux sud-américains de Cochabamba, elle remporte la médaille d'or en établissant un record de la compétition, record continental espoirs, et record national, avec une barre à 4,70 m. Le 29 juillet, elle remporte la médaille d'argent des Jeux d'Amérique centrale et des Caraïbes à Barranquilla avec un saut à 4,50 m, devancée par la Cubaine Yarisley Silva (4,70 m).
Elle se classe 7e des championnats du monde 2019 avec 4,70 m.

## Palmarès
| Date | Compétition                              | Lieu             | Résultat | Marque |
| ---- | ---------------------------------------- | ---------------- | -------- | ------ |
| 2013 | Championnats du monde cadets             | Donetsk          | 1re      | 4,25 m |
| 2013 | Jeux panaméricains juniors               | Medellín         | 2e       | 4,40 m |
| 2014 | Jeux olympiques de la jeunesse           | Nankin           | 2e       | 4,10 m |
| 2015 | Championnats d'Amérique du Sud juniors   | Cuenca           | 1re      | 4,35 m |
| 2015 | Championnats d'Amérique du Sud           | Lima             | 1re      | 4,35 m |
| 2015 | Jeux panaméricains                       | Toronto          | 6e       | 4,40 m |
| 2015 | Championnats panaméricains juniors       | Edmonton         | 1re      | 4,10 m |
| 2016 | Championnats du monde juniors            | Bydgoszcz        | 2e       | 4,40 m |
| 2017 | Championnats d'Amérique du Sud           | Luque            | 1re      | 4,50 m |
| 2017 | Championnats du monde                    | Londres          | 3e       | 4,65 m |
| 2017 | Jeux Bolivariens                         | Santa Marta      | 1re      | 4,20 m |
| 2018 | Jeux sud-américains                      | Cochabamba       | 1re      | 4,70 m |
| 2018 | Jeux d'Amérique centrale et des Caraïbes | Barranquilla     | 2e       | 4,50 m |
| 2018 | Ligue de diamant                         | Ligue de diamant | 9e       | 4,27 m |
| 2019 | Championnats d'Amérique du Sud           | Lima             | 1re      | 4,56 m |
| 2019 | Jeux panaméricains                       | Lima             | 4e       | 4,55 m |
| 2019 | Ligue de diamant                         | Ligue de diamant | 5e       | 4,70 m |
| 2019 | Championnats du monde                    | Doha             | 7e       | 4,70 m |
| 2021 | Jeux olympiques                          | Tokyo            | 8e       | 4,50 m |
| 2023 | Jeux d'Amérique centrale et des Caraïbes | San Salvador     | 1re      | 4,60 m |
| 2023 | Championnats d'Amérique du Sud           | São Paulo        | 2e       | 4,50 m |
| 2023 | Championnats du monde                    | Budapest         | 8e       | 4,65 m |
| 2023 | Jeux panaméricains                       | Santiago         | 2e       | 4,55 m |
| 2024 | Championnats ibéro-américains            | Cuiabá           | 1re      | 4,50 m |
| 2024 | Jeux olympiques                          | Paris            | 10e      | 4,60 m |

## Records
| Épreuve          | Épreuve   | Marque      | Lieu                      | Date                                           |
| ---------------- | --------- | ----------- | ------------------------- | ---------------------------------------------- |
| Saut à la perche | Plein air | 4,70 m (NR) | Cochabamba Bruxelles Doha | 7 juin 2018 6 septembre 2019 29 septembre 2019 |
| Saut à la perche | En salle  | 4,78 m (NR) | Liévin                    | 19 février 2020                                |